# Corso Biagio Rossetti
Corso Biagio Rossetti, a Ferrara, ha origini rinascimentali ed è una delle arterie principali dell'ampliamento urbanistico noto come Addizione Erculea, voluto da Ercole I d'Este e realizzato dall'architetto Biagio Rossetti, dal quale prende in nome, alla fine del XV secolo.

## Storia

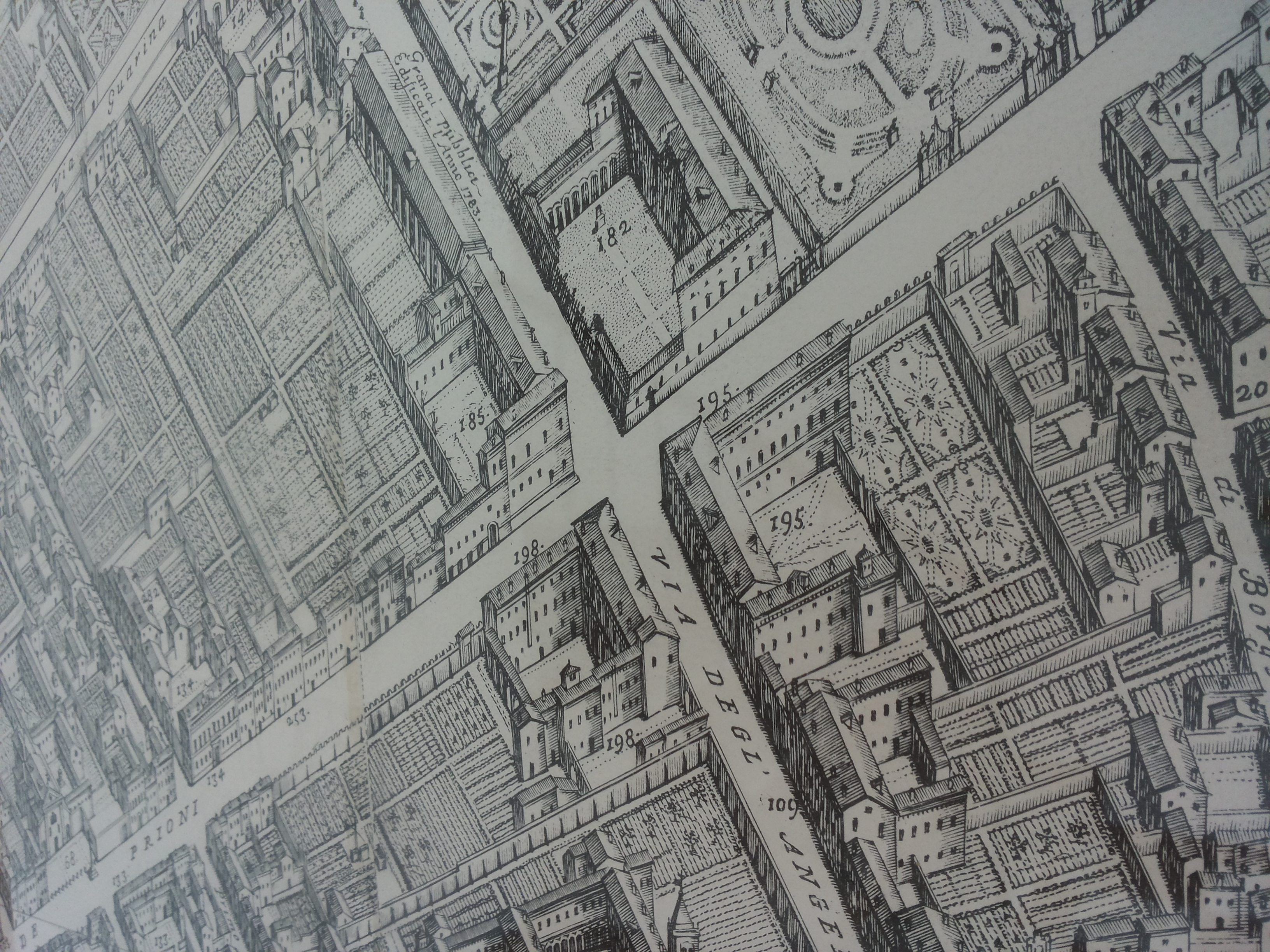
L'antica via dei Prioni nell'incisione di Andrea Bolzoni. A partire dal Quadrivio degli Angeli, sulla sinistra, inizia il tratto che in seguito prese il nome di corso Biagio Rossetti.

L'asse viario ideato da Biagio Rossetti ed inizialmente chiamato via dei Prioni in seguito venne suddiviso nei suoi tre segmenti di corso Porta Po, corso Biagio Rossetti e corso Porta Mare. Fu concepito secondo una visione che in parte si discostò dalla volontà del duca Ercole I d'Este, rivelando una grande indipendenza progettuale dell'architetto di corte. Nacque all'interno di un progetto molto complesso come l'Addizione Erculea alla fine del XV secolo che vedeva anche la creazione di un nuovo tratto di cinta muraria. Rossetti non solo volle evitare il semplice e facile rapporto ortogonale tra le principali vie (con incroci tra strade perpendicolari tra loro) ma intese offrire una prospettiva che prevedeva fughe lungo le diagonali ampliando le possibilità di interpretare in modo quasi infinito il percorso urbano.
Tutta l'antica via dei Prioni, quindi anche il tratto del corso Biagio Rossetti, non presenta un percorso continuo per le vie che arrivano dall'altro asse, quello costituito da viale Cavour e corso della Giovecca. Il corso ne interrompe la continuità rettilinea ed obbliga a deviare a destra o a sinistra. Dopo che il canale Panfilio (a ovest del Castello Estense) venne coperto per permettere lo sviluppo a nord, e dopo che lo stesso avvenne per il canale che scorreva verso est, fu necessario rendere accessibili le nuove aree urbane ora entro le mura. Si pose quindi il problema di invogliare parte della popolazione, sia appartenente ai ceti nobili sia appartenente al popolo, a trasferirvi l'abitazione, rompendo la tradizione sino ad allora molto comune di vivere nel nucleo medievale ad alta densità abitativa.
Il risultato si ottenne in tempi relativamente lunghi e gli ampi spazi dell'addizione rimasero con un minor numero di abitazioni sino al XX secolo. Rossetti seppe tuttavia indirizzare gli insediamenti che sarebbero venuti grazie ad una sapiente disposizione degli spazi e dei nuovi palazzi che edificò che fissarono e quasi resero naturali gli sviluppi futuri. Per chi arrivava dalla direzione del recente corso Porta Mare il trovare palazzo dei Diamanti in quel preciso angolo del Quadrivio degli Angeli e non in un altro permetteva poi di individuare intuitivamente la direzione che portava verso il centro, mentre proseguire per corso Biagio Rossetti offriva alla vista l'altro punto fondamentale dell'antica via dei Prioni e che bilanciava urbanisticamente la piazza Nuova, cioè il campanile di San Benedetto.

### Origini del nome
Anticamente venne chiamata via dei Prioni perché lastricata con grosse pietre di Monselice (pietroni, o prioni, in dialetto veneto). In seguito divenne strada di San Benedetto e a partire dal 1796, con l'arrivo dell'esercito di occupazione di Napoleone Bonaparte e l'instaurazione del governo repubblicano, la via assunse il nuovo nome di corso di Porta Po, perché era nella direzione del fiume Po e seguendo le direttive francesi che imponevano di togliere i riferimenti religiosi in campo toponomastico. Solo in seguito a questo tratto venne attribuito il nome recente.

## Luoghi d'interesse
- Quadrivio degli Angeli, punto focale dell'addizione di Rossetti. A est inizia corso Porta Mare, altro segmento dell'antica via dei Prioni. L'osservazione del corso rimanendo a lato del palazzo dei Diamanti, spostandosi magari verso il centro della via, permette di vedere lo sviluppo che immaginava Rossetti, con la mole di San Benedetto. Nella seconda metà del XX secolo due enormi edifici hanno modificato in modo permanente tale prospettiva.[2]
- Giardino interno del palazzo Prosperi-Sacrati, accessibile da un cancello sul corso, di fronte al Palazzo dei Diamanti. Lo spazio viene utilizzato per varie manifestazioni ed iniziative ed è di pertinenza del liceo Ariosto per il suo laboratorio didattico di archeologia intitolato a Nereo Alfieri.[6]
- Chiesa di San Maurelio Vescovo e Martire, con l'antico convento dei cappuccini. La recente è la quinta sede in città dei religiosi dopo il loro arrivo in città avvenuto nel 1537. All'inizio si sistemarono in un piccolo complesso a breve distanza dalla basilica di San Giorgio fuori le mura, poi in edifici nella zona di via delle Vigne ed in seguito nella zona vicina della via Benvenuto Tisi da Garofalo. La loro quarta sede fu nella zona di San Luca, che tuttavia venne demolita quando fu eretta la fortezza di Ferrara, dopo la devoluzione allo Stato Pontificio. La chiesa di San Maurelio venne edificata a partire dal 1612 per disposizione del cardinale legato Orazio Spinola.[4]
- Incrocio con la via Ludovico Ariosto, dal quale si arriva facilmente alla casa del poeta andando verso nord oppure alla sede provvisoria (dal 2015) dell'Università degli Studi di Ferrara andando verso sud.